# 2007-es magyar labdarúgó-szuperkupa
A 2007-es magyar labdarúgó-szuperkupa a szuperkupa 10. kiírása volt, amely az előző szezon első osztályú bajnokságának és a magyar kupa győztesének évenkénti mérkőzése. 2005 és 2006 után, ebben az évben is két mérkőzésen dőlt el a kupa sorsa. Az első találkozót 2007. július 11-én, a visszavágót július 15-én rendezték meg. A döntő két résztvevője a Debreceni VSC és a Budapest Honvéd volt.
A trófeát a debreceni csapat hódította el, ezzel ők lettek a magyar szuperkupa tizedik kiírásának a győztesei. A DVSC története során harmadszor nyerte meg a szuperkupát.

## Résztvevők
A mérkőzés két résztvevője a Debreceni VSC és a Budapest Honvéd volt. A debreceniek 2007-ben a harmadik bajnoki címüket szerezték meg, míg a budapesti csapat a hatodik magyar kupa sikerét aratta. A kupadöntőben pont a DVSC volt az ellenfele, a találkozó hosszabbítás után, tizenegyesekkel dőlt el.

## 1. mérkőzés
| 2007. július 11. 20:30 |

| Budapest Honvéd                          | 1–1               | Debreceni VSC                                   |
| ---------------------------------------- | ----------------- | ----------------------------------------------- |
| Ivancsics 26' Pomper 55' Hercegfalvi 65' | (1–0) Jegyzőkönyv | Kouemaha 67' Vukmir 31' Komlósi 60' Bernáth 89' |

| Bozsik József Stadion, Budapest Nézőszám: 2 500 Játékvezető: Arany Tamás (magyar) |

| BUDAPEST HONVÉD: |    |                    |         |
|                  |    |                    |         |
| K                | 1  | Tóth Iván          |         |
| V                | 2  | Mogyorósi József   |         |
| V                | 6  | Pomper Tibor       | 55'     |
| V                | 20 | Mićo Smiljanić     |         |
| V                | 23 | Vincze Zoltán      |         |
| KP               | 9  | Dobos Attila       |         |
| KP               | 5  | Benjamin           |         |
| KP               | 22 | Bárányos Zsolt     | 81'     |
| KP               | 7  | Ivancsics Gellért  | 26' 64' |
| CS               | 18 | Guie Gneki Abraham | 58'     |
| CS               | 21 | Hercegfalvi Zoltán | 65'     |
| Cserék:          |    |                    |         |
| K                | 11 | Sandro Tomić       |         |
| V                | 14 | Vincze Gábor       |         |
| V                | 36 | Schindler Szabolcs |         |
| KP               | 3  | Tóth Balázs        |         |
| KP               | 19 | Diego              | 64'     |
| CS               | 8  | Edouard Ndjodo     | 81'     |
| CS               | 27 | Koós Gábor         | 58'     |
| Edző:            |    |                    |         |
| Supka Attila     |    |                    |         |

| DEBRECENI VSC:   |    |                        |             |
|                  |    |                        |             |
| K                | 24 | Csernyánszki Norbert   |             |
| V                | 22 | Bernáth Csaba          | 89'         |
| V                | 16 | Komlósi Ádám           | 60'         |
| V                | 17 | Mészáros Norbert       |             |
| V                | 6  | Takács Zoltán          | a szünetben |
| KP               | 7  | Dombi Tibor            |             |
| KP               | 5  | Dragan Vukmir          | 31'         |
| KP               | 30 | Kiss Zoltán            |             |
| KP               | 19 | Dzsudzsák Balázs       |             |
| CS               | 32 | Aco Sztojkov           | 61'         |
| CS               | 10 | Dorge Rostand Kouemaha | 67' 84'     |
| Cserék:          |    |                        |             |
| K                | 12 | Balogh János           |             |
| V                | 2  | Szűcs István           |             |
| V                | 13 | Bíró Péter             |             |
| KP               | 9  | Sándor Tamás           | a szünetben |
| KP               | 21 | Thierry Issiémou       |             |
| CS               | 18 | Zsolnai Róbert         | 84'         |
| CS               | 26 | Ibrahima Sidibe        | 61'         |
| Edző:            |    |                        |             |
| Miroslav Beránek |    |                        |             |

## 2. mérkőzés
| 2007. július 15. 20:30 |

| Debreceni VSC                 | 3–0               | Budapest Honvéd                       |
| ----------------------------- | ----------------- | ------------------------------------- |
| Dzsudzsák 7' 17' Kiss 31' 50' | (3–0) Jegyzőkönyv | Benjamin 25' Genito 57' Vincze G. 64' |

| Oláh Gábor utca, Debrecen Nézőszám: 7 000 Játékvezető: Solymosi Péter (magyar) |

| DEBRECENI VSC:   |    |                        |         |
|                  |    |                        |         |
| K                | 12 | Balogh János           |         |
| V                | 22 | Bernáth Csaba          |         |
| V                | 16 | Komlósi Ádám           |         |
| V                | 17 | Mészáros Norbert       |         |
| KP               | 5  | Dragan Vukmir          |         |
| KP               | 7  | Dombi Tibor            | 75'     |
| KP               | 30 | Kiss Zoltán            | 31' 50' |
| KP               | 9  | Sándor Tamás           | 64'     |
| KP               | 19 | Dzsudzsák Balázs       | 7' 17'  |
| CS               | 32 | Aco Sztojkov           | 58'     |
| CS               | 10 | Dorge Rostand Kouemaha |         |
| Cserék:          |    |                        |         |
| K                | 24 | Csernyánszki Norbert   |         |
| V                | 2  | Szűcs István           |         |
| V                | 4  | Leandro de Almeida     | 64'     |
| KP               | 21 | Thierry Issiémou       |         |
| KP               | 77 | Czvitkovics Péter      | 75'     |
| CS               | 18 | Zsolnai Róbert         |         |
| CS               | 26 | Ibrahima Sidibe        | 58'     |
| Edző:            |    |                        |         |
| Miroslav Beránek |    |                        |         |

| BUDAPEST HONVÉD: |    |                    |                 |
|                  |    |                    |                 |
| K                | 11 | Sandro Tomić       |                 |
| V                | 36 | Schindler Szabolcs |                 |
| V                | 6  | Pomper Tibor       | a szünetben     |
| V                | 20 | Mićo Smiljanić     |                 |
| V                | 23 | Vincze Zoltán      |                 |
| KP               | 9  | Dobos Attila       |                 |
| KP               | 5  | Benjamin           | 25'             |
| KP               | 79 | Genito             | 57' 58'         |
| KP               | 7  | Ivancsics Gellért  |                 |
| CS               | 18 | Guie Gneki Abraham | 35'             |
| CS               | 21 | Hercegfalvi Zoltán |                 |
| Cserék:          |    |                    |                 |
| K                | 1  | Tóth Iván          |                 |
| V                | 14 | Vincze Gábor       | a szünetben 64' |
| KP               | 3  | Tóth Balázs        |                 |
| KP               | 19 | Diego              | 58'             |
| CS               | 8  | Edouard Ndjodo     |                 |
| CS               | 25 | Magasföldi József  | 35'             |
| CS               | 27 | Koós Gábor         |                 |
| Edző:            |    |                    |                 |
| Supka Attila     |    |                    |                 |

## Lásd még
- 2006–2007-es magyar labdarúgó-bajnokság (első osztály)

## Külső hivatkozások
- A Magyar Labdarúgó-szövetség hivatalos honlapja (magyarul)
- Az 1. mérkőzés adatlapja a magyarfutball.hu-n (magyarul)
- A 2. mérkőzés adatlapja a magyarfutball.hu-n (magyarul)
- Az Origo beszámolója a 2. mérkőzésről (magyarul)